# MKB-10 Poglavje IX: Bolezni obtočil
| Mednarodna klasifikacija bolezni in sorodnih zdravstvenih problemov 10. popravljena izdaja | Mednarodna klasifikacija bolezni in sorodnih zdravstvenih problemov 10. popravljena izdaja | Mednarodna klasifikacija bolezni in sorodnih zdravstvenih problemov 10. popravljena izdaja     |
| Poglavje                                                                                   | Kategorije                                                                                 | Naslov                                                                                         |
| ------------------------------------------------------------------------------------------ | ------------------------------------------------------------------------------------------ | ---------------------------------------------------------------------------------------------- |
| I                                                                                          | A00-B99                                                                                    | Nekatere infekcijske in parazitske bolezni                                                     |
| II                                                                                         | C00-D48                                                                                    | Neoplazme                                                                                      |
| III                                                                                        | D50-D89                                                                                    | Bolezni krvi in krvotvornih organov in nekatere bolezni, pri katerih je udeležen imunski odziv |
| IV                                                                                         | E00-E90                                                                                    | Endokrine, prehranske in presnovne bolezni                                                     |
| V                                                                                          | F00-F99                                                                                    | Duševne in vedenjske motnje                                                                    |
| VI                                                                                         | G00-G99                                                                                    | Bolezni živčevja                                                                               |
| VII                                                                                        | H00-H59                                                                                    | Bolezni očesa in adneksov                                                                      |
| VIII                                                                                       | H60-H95                                                                                    | Bolezni ušesa in mastoida                                                                      |
| IX                                                                                         | I00-I99                                                                                    | Bolezni obtočil                                                                                |
| X                                                                                          | J00-J99                                                                                    | Bolezni dihal                                                                                  |
| XI                                                                                         | K00-K93                                                                                    | Bolezni prebavil                                                                               |
| XII                                                                                        | L00-L99                                                                                    | Bolezni kože in podkožja                                                                       |
| XIII                                                                                       | M00-M99                                                                                    | Bolezni mišično-skeletnega sistema in vezivnega tkiva                                          |
| XIV                                                                                        | N00-N99                                                                                    | Bolezni sečil in spolovil                                                                      |
| XV                                                                                         | O00-O99                                                                                    | Nosečnost, porod in poporodno obdobje                                                          |
| XVI                                                                                        | P00-P96                                                                                    | Nekatera stanja, ki izvirajo v obporodnem obdobju                                              |
| XVII                                                                                       | Q00-Q99                                                                                    | Prirojene malformacije, deformacije in kromosomske nenormalnosti                               |
| XVIII                                                                                      | R00-R99                                                                                    | Simptomi, znaki in nenormalni klinični in laboratorijski izvidi, ki niso uvrščeni drugje       |
| XIX                                                                                        | S00-T98                                                                                    | Poškodbe, zastrupitve in nekatere druge posledice zunanjih vzrokov                             |
| XX                                                                                         | V01-Y98                                                                                    | Zunanji vzroki obolevnosti in umrljivosti                                                      |
| XXI                                                                                        | Z00-Z99                                                                                    | Dejavniki, ki vplivajo na zdravstveno stanje in na stik z zdravstveno službo                   |
| XXII                                                                                       | U00-U99                                                                                    | Kode za posebno uporabo                                                                        |

Mednarodno klasifikacijo bolezni in sorodnih zdravstvenih problemov 10-ta revizija (MKB-10) objavlja Svetovna zdravstvena organizacija (WHO)..  Ta stran vsebuje MKB-10 Poglavje IX: Bolezni obtočil.

## I00-I99 - Bolezniobtočil

### (I00-I02)Akutna revmatična vročica
- (I00) Revmatična vročica brez prizadetosti srca
  - Artritis, revmatični, akutni ali subakutni

- (I01) Revmatična vročica s prizadetostjo srca
  - (I01.0) Akutni revmatični perikarditis
  - (I01.1) Akutni revmatični endokarditis
    - Akutni revmatični valvulitis

  - (I01.2) Akutni revmatični miokarditis
  - (I01.8) Druge akutne revmatične bolezeni srca
    - Akutni revmatični pankarditis

  - (I01.9) Akutna revmatična bolezen srca, neopredeljena

- (I02) Revmatična horea

### (I05-I09) Kronične revmatičnebolezni srca
- (I05) Revmatične bolezni mitralne zaklopke
  - (I05.0) Mitralna stenoza
    - Obstrukcija mitralnega ustja (revmatična)

  - (I05.1) Revmatična mitralna insufienca
    - Revmatična mitralna inkompetenca
    - Revmatična mitralna regurgitacija

  - (I05.2) Mitralna stenoza in insufienca
  - (I05.8) Druge bolezni mitralne zaklopke
    - Mitralna hiba

  - (I05.8) Bolezen mitralne zaklopke, neopredeljena
    - Prizadetost miralne zaklopke (kronična) BDO

- (I06) Revmatične bolezni aortne zaklopke
  - (I06.0) Revmatična aortna stenoza
    - Obstrukcija mitralnega ustja (revmatična)

  - (I06.1) Revmatična aortna insufienca
    - Revmatična aortna inkompetenca
    - Revmatična aortna regurgitacija

  - (I06.2) Revmatična aortna stenoza in insufienca
  - (I06.8) Druge revmatične bolezni aortne zaklopke
  - (I06.8) Revmatična bolezen aortne zaklopke, neopredeljena
    - Revmatična bolezen aortne zaklopke BDO

- (I07) Revmatične bolezni trikuspidalne zaklopke
  - (I07.0) Trikuspidalna stenoza
  - (I07.1) Trikuspidalna insufienca
  - (I07.2) Trikuspidalna stenoza in insufienca
  - (I06.8) Druge bolezni trikuspidalne zaklopke
  - (I06.8) Bolezen trikuspidalne zaklopke, neopredeljena

- (I08) Bolezni več srčnih zaklopk
  - (I08.0) Prizadetost mitralne in aortne zaklopke
  - (I08.1) Prizadetost mitralne in trikuspidalne zaklopke
  - (I08.2) Prizadetost aortne in trikuspidalne zaklopke
  - (I08.3) Istočasna prizadetost mitralne, aortne in trikuspidalne zaklopke
  - (I08.3) Bolezen več srčnih zaklopk, neopredeljena

- (I09) Druge revmatične bolezni srca
  - (I09.0) Revmatični miokarditis
  - (I09.1) Revmatične bolezni endokardija, zaklopka ni neopredeljena
    - Revmatični endokarditis (kronični)
    - Revmatični valvulitis (kronični)

  - (I09.2) Kronični revmatični perikarditis
    - Zraščenje perikardija, revmatično
    - Kronični revmatični mediastinoperikarditis
    - Kronični revmatični mioperikarditis

  - (I09.8) Druge opredeljen revmatične srčne bolezni, neopredeljena
    - Revmatična bolezen pulmonalne zaklopke

  - (I09.9) Revmatična bolezen srca, neopredeljena
    - Revmatični karditis
    - Revmatična srčna odpoved

### (I10-I15)Hipertenzivne bolezni
- (I10) Primarna arterijska hipertenzija (esencialna)
  - Hipertenzija (arterijska)(benigna)(esencialna)(maligna)(primarna)(sistemska)
  - Visok krvni tlak

- (I11) Hipertenzivna bolezen srca
  - (I11.0) Hipertenzivna srčna bolezen z (zastojno) srčno odpovedjo
  - (I11.9) Hipertenzivna srčna bolezen brez (zastojne) srčne odpovedi

- (I12) Hipertenzivna bolezen ledvic

- (I13) Hipertenzivna bolezen srca in ledvic

- (I15) Sekundarna hipertenzija
  - (I15.0) Renovaskularna hipertenzija
  - (I15.1) Hipertenzija zaradi drugih ledvičnih bolezni
  - (I15.2) Hipertenzija zaradi endokrinih motenj
  - (I15.8) Druge vrste sekundarna hipertenzija
  - (I15.9) Sekundarna hipertenzija, neopredeljena

### (I20-I25)Ishemične bolezni srca
- (I20) Angina pektoris
  - (I20.0) Nestabilna angina pektoris
    - Naraščajoča angina
    - Intermediarni koronarni sindrom
    - Predinfarktni sindrom

  - (I20.1) Angina pektoris z ugotovljenim spazmom
    - Angiospastična angina
    - Prinzmetalova angina
    - Variantna angina

  - (I20.8) Druge oblike angine pektoris
    - Angina pri naporu
    - Stenokardija

  - (I20.9) Angina pektoris, neopredeljena
    - Angina BDO
    - Srčna angina
    - Anginozni sindrom
    - Ishemična prsna bolečina

- (I21) Akutni miokardni infarkt

- (I22) Naslednji miokardni infarkt

- (I23) Nekateri zapleti v poteku akutnega miokardnega infarkta
  - (I23.0) Hemoperikard kot zaplet v poteku akutnega miokardnega infarkta
  - (I23.1) Defekt preddvornega pretina kot zaplet v poteku akutnega miokardnega infarkta
  - (I23.2) Defekt prekatnega pretina kot zaplet v poteku akutnega miokardnega infarkta
  - (I23.3) Ruptura srčne stene brez hemoperikarda kot zaplet v poteku akutnega miokardnega infarkta
  - (I23.4) Ruptura tendioznih hord kot zaplet v poteku akutnega miokardnega infarkta
  - (I23.5) Ruptura papilarne mišice kot zaplet v poteku akutnega miokardnega infarkta
  - (I23.6) Tromboza v preddvoru, avrikuli in prekatu kot zaplet v poteku akutnega miokardnega infarkta
  - (I23.8) Drugi zapleti v poteku akutnega miokardnega infarkta

- (I24) Druge akutne ishemične bolezni srca
  - (I24.0) Koronarna tromboza brez posledičnega miokardnega infarkta
    - Koronarna embolija (arterijska)(venska)
    - Koronarna zapora (arterijska)(venska)
    - Koronarni tromboembolizem (arterijski)(venski)

  - (I24.1) Dresslerjev sindrom
    - Poinfarktni sindrom

  - (I24.8) Druge oblike akutne ishemične bolezni srca
    - Koronarna odpoved
    - koronarna insufienca

  - (I24.9) Kutna ishemična bolezen srca, neopredeljena

- (I25) Kronične ishemične bolezni srca
  - (I25.0) Aterosklerotična srčnožilna bolezen, opisana kot taka
  - (I25.1) Aterosklerotična bolezen srca
    - Koronarni aterom (arterijski)
    - Koronarna ateroskleroza (arterijska)
    - Koronarna bolezen (arterijska)
    - Koronarna skleroza (arterijska)

  - (I25.2) Stari miokardni infarkt
  - (I25.3) Anevrizma srca
  - (I25.4) Anevrizma koronarne arterije
    - Koronarna arteriovenska fistula, pridobljena

  - (I25.5) Ischemična kardiomiopatija
  - (I25.6) Nema miokardna ishemija
  - (I25.8) Druge oblike kronične ishemične bolezni srca
  - (I25.9) Kronična ishemična bolezen srca, neopredeljena

### (I26-I28)Pljučno srcein boleznipljučnega krvnega obtoka
- (I26) Pljučna embolija

- (I27) Pljučno srce zaradi drugih bolezni
  - (I27.0) Primarna pljučna hipertenzija
  - (I27.1) Srčna bolezen zaradi kifoskolioze
  - (I27.2) Druge sekundarne pljučne hipertenzije
  - (I27.8) Druge opredeljene bolezni pljuč in srca
  - (I27.9) Bolezen pljuč in srca, neopredeljena

- (I28) Druge bolezni pljučnega žilja
  - (I28.0) Arteriovenska fistula v pljučih
  - (I28.1) Anevrizma pljučne arterije
  - (I28.8) Druge opredeljene bolezni pljučnega žilja
    - Ruptura pljučne žile
    - Stenoza pljučne žile
    - Striktura pljučne žile

  - (I28.9) Bolezen pljučnega žilja, neopredeljena

### (I30-I52) Drugebolezni srca

#### perikard
- (I30) Akutni perikarditis
- (I30.0) Akutni nespecifični idiopatični perikarditis
- (I30.1) Infekcijski perikarditis
  -     - Pnevmokokni perikarditis
    - Gnojni perikarditis
    - Stafilokokni perikarditis
    - Streptokokni perikarditis
    - Virusni perikarditis
    - Pioperikarditis
- (I30.8) Druge oblike akutnega perikarditisa
- (I30.9) Akutni perikarditis, neopredeljen

- (I31) Druge bolezni perikarda
  - (I31.0) Kronični adhezivni perikarditis
    - Priraslost srca
    - Priraslost perikarda
    - Adhezivni mediastinoperikarditis

  - (I31.1) Kronični konstriktivni perikarditis
    - Zraslost srca
    - Poapnitve perikarda

  - (I31.2) Hemoperikard, ki ni uvrščen drugje
  - (I31.3) Perikardni izliv (nevnetni)
    - Hiloperikardij

  - (I31.8) Druge opredeljene bolezni perikarda
    - Epikardalni plaki
    - Fokalne perikardalne adhezije

  - (I31.9) Bolezen perikarda, neopredeljena
    - Tamponada srca
    - Perikarditis (kronični) BDO

- (I32) Perikarditis pri boleznih, uvrščenih drugje

#### ovojnica(vključno ssrčnimi zaklopkami)
- (I33) Akutni in subakutni endokarditis

- (I34) Nerevmatične bolezni mitralne zaklopke
  - (I34.0) Mitralna (valvuralna) insufienca
    - Mitral regurgitacija
    - Mitral inkompetenca

  - (I34.1) Prolaps mitralne zaklopke
    - Sindrom ohlapne mitralne zaklopke

  - (I34.2) Nerevmatična Mitralna (valvuralna) stenoza

- (I35) Nerevmatične  bolezni aortne zaklopke
  - (I35.0) Aortna (valvuralna) stenoza]]
  - (I35.1) Aortna (valvuralna) insufienca
  - (I35.2) Aortna (valvuralna) stenoza in insufienca

- (I36) Nerevmatične bolezni trikuspidalne zaklopke
  - (I36.0) Nerevmatična trikuspidalna (valvuralna) stenoza
  - (I36.1) Nerevmatična trikuspidalna (valvuralna) insufienca
  - (I36.2) Nerevmatična trikuspidalna (valvuralna) stenoza in insufienca

- (I37) Bolezni pulmonalne zaklopke
  - (I37.0) Pulmonalna valvuralna stenoza
  - (I37.1) Pulmonalna valvuralna insufienca
  - (I37.2) Pulmonalna valvuralna stenoza in insufienca

- (I38) Endokarditis, zaklopka ni opredeljena

- (I39) Endokarditis in spremembe srčnih zaklopk pri boleznih uvrščenih drugje

#### srčna mišica (miokard) /kardiomiopatija
- (I40) Akutni miokarditis
  - (I40.0) Infekcijski miokarditis
    - Septični miokarditis

  - (I40.1) Izolirani miokarditis
  - (I40.8) Druge vrste akutni miokarditis
  - (I40.9) Akutni miokarditis, neopredeljen

- (I41) Miokarditis pri boleznih uvrščenih drugje

- (I42) Kardiomiopatija
  - (I42.0) Dilatativna kardiomiopatija
    - Kongestivna kardiomiopatija

  - (I42.1) Obstruktivna hipertrofična kardiomiopatija
    - Hipertrofična subaortna stenoza

  - (I42.2) Druge vrste  hipertrofična kardiomiopatija
    - Neeobstruktivna hipertrofična kardiomiopatija

  - (I42.3) Endomiokardijska bolezen (eozinofilna)
    - Endomiokardijska (tropska) fibroza
    - Löfflerjev endokarditis

  - (I42.4) Endokardijska fibroelastoza
    - Prirojena kardiomiopatija

  - (I42.5) Druge restriktivne kardiomiopatije
  - (I42.6) Alkoholna kardiomiopatija
  - (I42.7) Kardiomiopatija zaradi zdravil in drugih zunanjih vzrokov
  - (I42.8) Druge kardiomiopatije
    - Arrhythmogenic right ventricular dysplasia

  - (I42.9) Kardiomiopatija, neopredeljena

- (I43) Kardiomiopatija in diseases classified elsewhere

#### motnje prevajanja in motnje srčnega ritma
- (I44) Atrioventrikularni in levokračni blok

- (I45) Druge vrste motnje prevajanja
  - (I45.0) Desni fascikularni blok
  - (I45.1) Druge vrste in neopredeljen desnokračni blok
  - (I45.2) Bifascikularni blok
  - (I45.3) Trifascikularni blok
  - (I45.4) Neopredeljen intraventrikularni blok
    - Kračni blok BDO

  - (I45.5) Druge vrste opredeljen srčni blok
    - Sinoatrijski blok
    - Sinoavrikularni blok

  - (I45.6) Preekscitacijski sindrom
    - Wolf-Parkinson-Whitov sindrom
    - Lown-Ganong-Levinov sindrom

  - (I45.8) Druge opredeljene motnje prevajanja
    - Atrioventrikularna disociacija (AV)
    - Disociacija z interferenco

  - (I45.9) Motnja prevajanja, neopredeljena
    - Srčni blok BDO
    - Garbezius-Morgagni-Adams-Stokesov sindrom (GMAS)

- (I46) Srčni zastoj
- (I47) Paroksizmalna tahikardija
- (I48) Preddvorna fibrilacija in undulacija

- (I49) Druge motnje srčnega ritma
  - (I49.0) Prekatna fibrilacija in undulacija
  - (I49.1) Prezgodnja depolarizacija preddvorov
    - Prezgodnji preddvorni utripi

  - (I49.2) Prezgodnja junkcijska depolarizacija
  - (I49.3) Prezgodnja depolarizacija prekatov
  - (I49.4) Druge vrste in neopredeljena prezgodnja depolarizacija
    - Ektopični utripi
    - Ekstrasistole

  - (I49.5) Sindrom bolnega sinusnega vozla
    - Tahikardno bradikarni sindrom

  - (I49.8) Druge opredeljena motnje srčnega ritma
  - (I49.9) Motnja srčnega ritma, neopredeljena
    - Srčna aritmija BDO

#### drugo
- (I50) Srčna odpoved
  - (I50.0) Zastojna srčna odpoved
    - Zastojna srčna bolezen

  - (I50.1) Levostranska srčna odpoved
    - Srčna astma
    - Odpoved levega srca

  - (I50.9) Srčna odpoved, neopredeljena
    - Srčna odpoved, odpoved srca ali miokardna odpoved BDO

- (I51) Zapleti in slabo opisane srčne bolezni
  - (I51.0) Defekt srčnega pretina, pridobljen
  - (I51.1) Ruptura tendinoznih hord, ki ni uvrščena drugje
  - (I51.2) Ruptura papilarne mišice, ki ni uvrščena drugje
  - (I51.3) Intrakardialna tromboza, ki niso uvrščene drugje
  - (I51.4) Miokarditis, neopredeljen
    - Miokardna fibroza

  - (I51.5) Degeneracija miokarda
  - (I51.6) Srčnožilna bolezen, neopredeljena
  - (I51.7) Kardiomegalija
    - Srčna dilatacija
    - Srčna hipertrofija
    - Dilatacija prekatov

  - (I51.8) Druge slabo opisane srčne bolezni
    - Karditis (akutni)(kronični)
    - Pankarditis (akutni)(kronični)

  - (I51.9) Bolezen srca, neopredeljena

- (I52) Druge motnje srca pri boleznih uvrščenih drugje

### (I60-I69)Cerebrovaskularne bolezni
- (I60) Subarahnoidna krvavitev
  - (I60.0) Subarahnoidna krvavitev iz karotidnega sifona in birufikacije
  - (I60.1) Subarahnoidna krvavitev iz srednje možganske arterije
  - (I60.2) Subarahnoidna krvavitev iz sprednje komunikantna arterije
  - (I60.3) Subarahnoidna krvavitev iz zadnje komunikantna arterije
  - (I60.4) Subarahnoidna krvavitev iz bazilarne arterije
  - (I60.5) Subarahnoidna krvavitev iz vertebralne arterije
  - (I60.6) Subarahnoidna krvavitev iz drugih intrakranialnih arterij
  - (I60.7) Subarahnoidna krvavitev iz intrakranialne arterije, neopredeljena
  - (I60.8) Druge vrste subarahnoidna krvavitev
    - Meningealna krvavitev

  - (I60.9) Subarahnoidna krvavitev, neopredeljena
    - Ruptura možganske anevrizme (prirojena) BDO

- (I61) Možganska krvavitev
  - (I61.0) Subkortikalna možganska krvavitev v hemisferi
  - (I61.1) Kortikalna možganska krvavitev v hemisferi
  - (I61.2) Možganska krvavitev v hemisferi, neopredeljena
  - (I61.3) Krvavitev v možganskem deblu
  - (I61.4) Krvavitev v malih možganih
  - (I61.5) Intraventrikularna možganska krvavitev
  - (I61.6) Multipla možganska krvavitev

- (I62) Druge vrste nepoškodbena znotrajlobanska krvavitev (intrakranialna)
  - (I62.0) Subduralna krvavitev (akutna)(nepoškodbena)
  - (I62.1) Nepoškodbena ekstraduralna krvavitev
    - Nepoškodbena epiduralna krvavitev

- (I63) Možganski infarkt
  - (I63.0) Možganski infarkt zaradi tromboze precerebralnih arterij
  - (I63.1) Možganski infarkt zaradi embolije precerebralnih arterij
  - (I63.2) Možganski infarkt zaradi neopredeljene okluzija ali stenoze precerebralnih arterij
  - (I63.3) Možganski infarkt zaradi tromboze cerebralnih arterij
  - (I63.4) Možganski infarkt zaradi embolije cerebralnih arterij
  - (I63.5) Možganski infarkt zaradi neopredeljene okluzije ali stenoze cerebralnih arterij
  - (I63.6) Možganski infarkt zaradi tromboze možganske vene, nepiogene

- (I64) Možganska kap, ki ni opredeljena kot krvavitev ali infarkt
  - Cerebrovaskularni inzult BDO

- (I65) Okluzija in stenoza precerebralnih arterij, ki ne povzročita možganskega infarkta
  - (I65.0) Okluzija in stenoza vertebralne arterije
  - (I65.1) Okluzija in stenoza basilarne arterije
  - (I65.2) Okluzija in stenoza karotidne arterije
  - (I65.3) Okluzija in stenoza več precerebralnih arterij in obojestransko
  - (I65.8) Okluzija in stenoza kake druge precerebralne arterije
  - (I65.9) Okluzija in stenoza neopredeljene precerebralne arterije

- (I66) Okluzija in stenoza možganskih arterij, ki ne povzročita možganskega infarkta
  - (I66.0) Okluzija in stenoza srednje možganske arterije
  - (I66.1) Okluzija in stenoza sprednje možganske arterije
  - (I66.2) Okluzija in stenoza zadnje možganske arterije]]
  - (I66.3) Okluzija in stenoza cerebelarnih arterij
  - (I66.4) Okluzija in stenoza več možganskih arterij in obojestransko
  - (I66.5) Okluzija in stenoza druge možganske arterije
  - (I66.6) Okluzija in stenoza neopredeljene možganske arterije

- (I67) Druge cerebrovaskularne bolezni
  - (I67.0) Disekcija možganskih arterij, neruptirana
  - (I67.1) Možganska anevrizma, neruptirana
  - (I67.2) Možganska ateroskleroza
  - (I67.3) Progresivna vaskularna levkoencefalopatija
    - Binswangerjeva bolezen

  - (I67.4) Hipertenzivna encefalopatija
  - (I67.5) Bolezen Moyamoya
  - (I67.6) Nonpiogena tromboza intrakranialnega venskega sistema
  - (I67.7) Možganski arteritis, ki ni uvrščen drugje

- (I68) Cerebrovaskularne motnje pri boleznih uvrščenih drugje

- (I69) Posledice cerebrovaskularne bolezni
  - (I69.0) Posledice subarahnoidne krvavitve
  - (I69.1) Posledice možganske krvavitve
  - (I69.2) Posledice drugih nepoškodbennih znotrajmožganskih intrakranialnih krvavitev
  - (I69.3) Posledice možganskega infarkta
  - (I69.4) Posledice možganske kapi, ki ni opredeljena kot krvavitev ali infarkt
  - (I69.8) Posledice drugih in neopredeljenih cerebrovaskularnih bolezni

### (I70-I79) Bolezniarterij,arteriolinkapilar
- (I70) Ateroskleroza
  - arterioloskleroza
  - arterioskleroza
  - arteriosklerotična žilna bolezen
  - aterom
  - (I70.0) Ateroskleroza aorte
  - (I70.1) Ateroskleroza ledvične arterije
    - Goldblattova ledvica

  - (I70.2) Ateroskleroza arterij udov
    - Aterosklerotična gangrena
    - Monckebergova skleroza (medije)

  - (I70.8) Ateroskleroza drugih arterij

- (I71) Anevrizma aorte in disekcija
  - (I71.0) Disekcija aorte (katerikoli segment)
  - (I71.1) Anevrizma prsne aorte, z rupturo
  - (I71.2) Anevrizma prsne aorte, ruptura ni omenjena
  - (I71.3) Anevrizma trebušne aorte, z rupturo
  - (I71.4) Anevrizma trebušne aorte, ruptura ni omenjena
  - (I71.5) Anevrizma prsne in trebušne aorte, z rupturo
  - (I71.6) Anevrizma prsne in trebušne aorte, ruptura ni omenjena
  - (I71.8) Anevrizma aorte neopredeljene lokalizacije, z rupturo
    - Ruptura aorte BDO

  - (I71.9) Anevrizma aorte neopredeljene lokalizacije, ruptura ni omenjena
    - Anevrizma aorte
    - Dilatacija aorte
    - Hialina nekroza aorte

- (I72) Druge anevrizme
  - (I72.0) Anevrizma karotidne arterije
  - (I72.1) Anevrizma arterije zgornjega uda
  - (I72.2) Anevrizma ledvične arterije
  - (I72.3) Anevrizma iliakalne arterije
  - (I72.4) Anevrizma arterije spodnjega uda
  - (I72.8) Anevrizma drugih opredeljenih arterij
  - (I72.9) Anevrizma neopredeljene lokalizacije

- (I73) Druge periferne žilne bolezni
  - (I73.0) Raynaudov sindrom
  - (I73.1) Obliterantni tromboangiitis (Buergerjeva bolezen)
  - (I73.8) Druge opredeljene periferne žilne bolezni
    - Akrocianoza
    - Akroparestesija
    - Eritrocianoza
    - Eritromelalgija

  - (I73.9) Periferna žilna bolezen, neopredeljena
    - Intermitentna klavdikacija
    - Spazem arterije

- (I74) Arterijska embolija in tromboza

- (I77) Druge bolezni arterij in arteriol
  - (I77.0) Arteriovendka fistula, pridobljena
    - Anevrizmatske varice
    - Artriovenska anevrizma, pridobljena

  - (I77.1) Striktura arterije (zožitev arterije)
  - (I77.2) Ruptura arterije
  - (I77.3) Arterijska fibromuskularna displazija
  - (I77.4) Kompresijski sindrom celiakalne arterije
  - (I77.5) Nekroza arterije
  - (I77.6) Arteritis, neopredeljen
    - Aortitis BDO
    - Endarteritis BDO

  - (I77.8) Druge opredeljene motnjearterij in arteriol
  - (I77.9) Motnja arterij in arteriol, neopredeljena

- (I78) Bolezni kapilar
  - (I78.0) Prirojena aemoragična telangiektazija
    - Rendu-Osler-Weberjeva bolezen

  - (I78.1) Nevus, neneoplastični
    - Nevus araneus
    - Pajkasti nevus
    - Zvezdasti nevus

  - (I78.8) Druge bolezni kapilar
  - (I78.9) Bolezen kapilar, neopredeljena

- (I79) Motnje arterij, arteriol in kapilar pri boleznih, uvrščenih drugje

### (I80-I89) Bolezniven,limfnih žil(mezgovnic) inbezgavk, ki niso uvrščene drugje
- (I80) Flebitis in tromboflebitis
  - (I80.0) Flebitis in tromboflebitis povrhnjih ven spodnjih udov
  - (I80.1) Flebitis in tromboflebitis femoralne vene
  - (I80.2) Flebitis in tromboflebitis drugih globokih žil spodnjih udov
    - Globoka venska tromboza BDO

- (I81) Tromboza vene porte
  - Portalna obstrukcija (venska)

- (I82) Druge vrste venska embolija in tromboza
  - (I82.0) Budd-Chiarijev sindrom
  - (I82.1) Migrantni tromboflebitis
  - (I82.2) Embolija in tromboza vene cave
  - (I82.3) Embolija in tromboza ledvične vene
  - (I82.8) Embolija in tromboza drugih opredeljenih ven
    - Embolija vene BDO
    - Tromboza vene BDO

- (I83) Varice (krčne žile) ven spodnjih udov
  - (I83.0) Varice ven spodnjih udov z ulkusom
    - Varicose ulcer (spodnji ud, katerikoli del)

  - (I83.1) Varice ven spodnjih udov z vnetjem
  - (I83.2) Varice ven spodnjih udov z ulkusom in vnetjem
  - (I83.9) Varice ven spodnjih udov brez ulkusa ali vnetjem

- (I84) Hemoroidi
  - (I84.0) Notranji trombozirani hemoroidi
  - (I84.1) Notranji hemoroidi z drugimi zapleti
  - (I84.2) Notranji hemoroidi brez zapletov
  - (I84.3) Zunanji trombozirani hemoroidi
  - (I84.4) Zunanji hemoroidi z drugimi zapleti
  - (I84.6) Zunanji hemoroidi brez zapletov
  - (I84.6) Residualne hemoroidalne kožne gube

- (I85) Varice požiralnika

- (I86) Varice ven drugih mest
  - (I86.0) Sublingvalne varice
  - (I86.1) Varice skrotuma
    - Varikokela

  - (I86.2) Pelvične varice
  - (I86.3) Vaginalne varice
  - (I86.4) Želodčne varice
  - (I86.8) Varice ven drugih opredeljenih mest
    - Varikozni ulkus nosnega pretina

- (I87) Druge motnje ven ven
  - (I87.0) Postflebitični sindrom
  - (I87.1) Kompresija vene
    - Sindrom vene cave
    - Striktura vene

  - (I87.2) Venska insuficienca (kronična)(periferna)
  - (I87.8) Druge opredeljene motnje ven
  - (I87.9) Motnja vene, neopredeljena

- (I88) Nespecifično vnetje bezgavk (limfadenitis)

- (I89) Druge neinfektivne motnje limfnih žil (mezgovnic)in bezgavk
  - (I89.0) Limfedem, ki ni uvrščen drugje
    - Limfangiektazija

  - (I89.1) Vnetje limflih žil (limfangitis)
  - (I89.8) Druge opredeljene neinfektivne motnje limfnih žil in bezgavk
    - Hilokela (brez filarioze)
    - Lipomelanotična retikuloza

  - (I89.9) Neinfektivna motnja limfnih žil in bezgavk, neopredeljena
    - Bolezen mezgovnic BDO

### (I95-I99) Druge in neopredeljene motnjeobtočil
- (I95) Hipotenzija
  - (I15.0) Idiopatska hipotenzija
  - (I95.1) Ortostatska hipotenzija
  - (I95.2) Hipotenzija zaradi zdravil
  - (I95.8) Druge vrste hipotenzija
    - Kronična hiponezija

  - (I95.9) Hipotenzija, neopredeljena

- (I97) Motnje obtočil po invazivnih posegih, ki niso uvrščene drugje
  - (I97.0) Postkardiotomijski sindrom
  - (I97.1) Druge funkcijske motnje po kirurškem posegu na srcu
  - (I97.2) Postmastektomijski sindrom
  - (I97.8) Druge motnje cirkulacijskega sistema po posegih, ki niso uvrščene drugje
  - (I97.9) Motnja cirkulacijskega sistema po posegu, neopredelena

- (I98) Druge motnje obtočil pri boleznih uvrščenih drugje
- (I98.0) Kardiovaskularni sifilis

- (I99) Druge in neopredeljen motnje obtočil